# Подкланец (Чрномељ)
Подкланец (словен. Podklanec) је насељено место у општини Чрномељ, регија Југоисточна Словенија, Словенија.

## Историја
До територијалне реорганизације у Словенији био је у саставу старе општине Чрномељ.

## Становништво
У попису становништва из 2011. године, Подкланец је имао 83 становника.
| Број становника према пописима | Број становника према пописима | Број становника према пописима |
| ------------------------------ | ------------------------------ | ------------------------------ |
| 1991                           | 2002                           | 2011                           |
| 92                             | 93                             | 83                             |

Напомена: Године 2017. извршена је мала размена територија између насеља Подкланец и Виница.